# Bégole
Bégole település Franciaországban, Hautes-Pyrénées megyében. Lakosainak száma 191 fő (2022. január 1.). Bégole Lanespède, Burg, Caharet, Castelbajac, Castéra-Lanusse, Houeydets, Lutilhous és Péré községekkel határos.

## Népesség
A település népességének változása:
| Lakosok száma | 219  | 217  | 214  | 203  | 200  | 198  | 195  | 193  | 191  |
|               | 2013 | 2015 | 2016 | 2017 | 2018 | 2019 | 2020 | 2021 | 2022 |